# A Christmas Carol (película de 1938)
A Christmas Carol es una adaptación cinematográfica estadounidense de 1938 de la novela homónima de 1843 de Charles Dickens, protagonizada por Reginald Owen como Ebenezer Scrooge, un viejo avaro que descubre el error de sus acciones en la víspera de Navidad después de ser visitado por tres espíritus.

## Argumento
En la víspera de Navidad en el Londres del siglo XIX, Fred resbala sobre el hielo en una acera. Conoce a Peter y Tim Cratchit, hijos de Bob Cratchit quien es empleado de su tío Ebenezer. Cuando Fred revela quién es, los chicos se alejan aterrorizados. Fred llega a la oficina de su tío materno, Ebenezer Scrooge. Después de rechazar una invitación de su sobrino para cenar con él en Navidad, Scrooge rechaza a dos caballeros que recaudan dinero para caridad. Esa noche Scrooge, a regañadientes, le permite a su empleado Bob Cratchit disfrutar de la Navidad, pero le ordena que trabaje al día siguiente. Más tarde, Bob golpea accidentalmente el sombrero de Scrooge con una bola de nieve. Scrooge despide a Bob y retiene el salario de una semana como compensación por su sombrero arruinado, además de exigirle un chelín para compensar la diferencia. Bob gasta lo que le queda de su salario en la cena de Navidad de su familia. 
En su casa, Scrooge es visitado por el fantasma de su socio fallecido, Jacob Marley, quien le advierte a Scrooge que se arrepienta de sus costumbres malvadas o será condenado en el más allá como lo fue Marley. Él le dice a Scrooge que será perseguido por tres espíritus. 
A la una en punto, Scrooge es visitado por el fantasma de las Navidades Pasadas, quien lo lleva al pasado a sus primeros años de vida. Le muestra a Scrooge su infelicidad cuando lo dejaron pasar las vacaciones solo en la escuela, y su alegría cuando su hermana, Fran, vino a llevarlo a casa para Navidad. El espíritu le recuerda a Scrooge que Fran, muerta hace algunos años, es la madre de su sobrino. Además le muestra a Scrooge los inicios de su carrera en negocios y préstamos de dinero como empleado de Fezziwig. 
A las dos en punto, Scrooge conoce al fantasma de las Navidades Presentes, quien le muestra a Scrooge cómo otros pasan la Navidad. Ve cómo Fred y su prometida, Bess, se ven felices y enamorados en un servicio religioso. La pareja espera ansiosamente el día de su matrimonio, pero deben esperar debido a las circunstancias financieras de Fred, y el espíritu observa que posiblemente no se casen y su amor pueda terminar, tal como le sucedió a Scrooge en su juventud. El espíritu le muestra a Scrooge el hogar de su empleado Cratchit. A pesar de tener una actitud alegre por el bien de su familia, Bob está profundamente preocupado por la pérdida de su trabajo, noticia que solo le cuenta a su hija Martha. El espíritu insinúa que el hijo menor de Bob, Tim, morirá de una enfermedad para la misma fecha el año siguiente si las cosas no cambian. 
A las tres en punto, recibe la visita del fantasma de las Navidades Futuras, quien aparece como una figura silenciosa y encapotada. El espíritu le muestra a Scrooge lo que sucederá si no cambia. Scrooge descubre que el pequeño Tim está muerto y su familia llora por él. Scrooge también descubre que su propia muerte no será llorada. Scrooge promete arrepentirse y regresa a casa. 
Al despertar en su propia cama el día de Navidad, Scrooge es un hombre diferente. Él le ordena a un chico en la calle que le compre un pavo, con la intención de llevarlo a la familia de Cratchit. Al encontrarse con los dos hombres que lo solicitaron para caridad la noche anterior, Scrooge hace una generosa donación. Visita a Fred y lo convierte en su nuevo compañero, luego va a la casa de Cratchit donde recontrata a Bob y le aumenta su salario.

## Reparto
| Actor / Actriz    | Personaje                           |
| ----------------- | ----------------------------------- |
| Reginald Owen     | Ebenezer Scrooge                    |
| Gene Lockhart     | Bob Cratchit                        |
| Kathleen Lockhart | La señora Cratchit                  |
| Terry Kilburn     | Timothy Cratchit                    |
| Barry MacKay      | Fred (sobrino de Scrooge)           |
| Lynne Carver      | Bess (prometida de Fred)            |
| Bunny Beatty      | Martha Cratchit (sin acreditar)     |
| June Lockhart     | Belinda Cratchit (sin acreditar)    |
| John O'Day        | Peter Cratchit (sin acreditar)      |
| Leo G. Carroll    | Fantasma de Jacob Marley            |
| Ann Rutherford    | Fantasma de las Navidades Pasadas   |
| Lionel Braham     | Fantasma de las Navidades Presentes |
| D'Arcy Corrigan   | Fantasma de las Navidades futuras   |
| Ronald Sinclair   | Scrooge joven                       |
| Elvira Stevens    | Fran Scrooge (sin acreditar)        |
| Forrester Harvey  | Señor Fezziwig (sin acreditar)      |
| Olaf Hytten       | Maestro de escuela (sin acreditar)  |
| Harry Cording     | Camarero (sin acreditar)            |
| Halliwell Hobbes  | Clérigo (sin acreditar)             |
| Charles Coleman   | Primer abogado (sin acreditar)      |
| Matthew Boulton   | Segundo abogado (sin acreditar)     |

## Producción
Hecho por Metro-Goldwyn-Mayer, y siendo Lionel Barrymore invitado a ser el protagonista (quien interpretó el papel de Scrooge anualmente en la radio pero se vio obligado a abandonar la película debido a su artritis). La película protagonizada por Reginald Owen como Scrooge y Gene y Kathleen Lockhart como los esposos Cratchit. Terry Kilburn, más conocido por su interpretación de Colley en Adiós, Mr. Chips, interpretó a Tim y la joven June Lockhart (hija de Gene y Kathleen) debutó en el cine como una de las hijas de Cratchit. Leo G. Carroll interpretó el fantasma de Marley. Los personajes de Fred (sobrino de Scrooge) y Elizabeth, su prometida (su esposa en la novela), fueron interpretados por Barry MacKay y Lynne Carver . Ann Rutherford, conocida por su personaje de Carreen O'Hara en Lo que el viento se llevó, era una joven y atractiva fantasma de las Navidades Pasadas, inusual en lo descrito por Dickens. 
La música para la película fue compuesta por Franz Waxman, en contraste con la mayoría de las películas de MGM de la época, cuyas partituras fueron compuestas por Herbert Stothart . 
Algunos de los aspectos más sombríos de la historia no se mencionaron ni se vieron por completo, con el fin de mostrar una «película familiar» al estilo de otras adaptaciones literarias de MGM, también para acomodar un tiempo de ejecución de 69 minutos. Aunque el fantasma de Marley apareció, los fantasmas que lloraban fuera de la ventana de Scrooge no se mostraron. La prometida de Scrooge, quien finalmente lo abandona debido a sus costumbres miserables, fue ignorada por completo en la película, al igual que los dos niños hambrientos «Necesidad» e «Ignorancia», quienes se escondieron dentro de los pliegues de la túnica del fantasma de las Navidades Presentes. También se excluyó a los ladrones que saquean las pertenencias de Scrooge después de que «fallece» en el segmento de la visita del fantasma de las Navidades Futuras. Si bien se admira la actuación de Gene Lockhart como Bob Cratchit, a menudo se le critica por parecer demasiado «bien alimentado» para el papel. En esta producción, a diferencia de la historia original de Dickens, Scrooge realmente despide a Cratchit en lugar de simplemente amenazar con hacerlo. 
Uno de los cambios realizados en esta película que difiere de la novela es la llegada de los fantasmas. Mientras que el primero llega a la 1:00 a. m., el segundo aparece a las 2:00 y el tercero aparece a las 3:00. En la novela original, el segundo aparece la noche siguiente a la 1:00 y el último aparece la tercera noche cuando el último campanazo de las 12:00 ha dejado de sonar. Este cambio también se utilizó en otras versiones como Scrooge (1970), Mickey's Christmas Carol (1983) y Un cuento de Navidad (1984).

## Estreno
Originalmente pensado como un lanzamiento de 1939, A Christmas Carol apresuró su producción en octubre de 1938 y se terminó en cuestión de semanas. Se inauguró en diciembre de 1938 en el Radio City Music Hall de Nueva York, donde funcionó moderadamente bien. Una de las muchas adaptaciones de la obra, MGM la revivió con frecuencia en los cines. 

## Emisión en televisión
La película se proyectó en las estaciones de televisión locales de los Estados Unidos durante los años sesenta y setenta, y fue un elemento básico de la serie de la cadena WGN de Chicago, clásicos familiares. También se proyectó en todo Estados Unidos desde la década de 1960 hasta la década de 1990 en varias redes locales hasta la llegada de la televisión por cable. Desde finales de la década de 1990, se ha transmitido casi exclusivamente en la red de cable de Turner Classic Movies, transmitiéndose varias veces durante diciembre. 

## Publicación en formatos caseros
En 1988, MGM Home Entertainment y Turner Entertainment lanzaron A Christmas Carol en formato VHS celebrando aniversario número 50, por primera vez en una versión a color . En una entrevista con The Hollywood Reporter en 1988 promoviendo el lanzamiento de la película en video casero, la actriz June Lockhart admitió que, a pesar de ser una producción de MGM, era «una película de clase B». La versión a color fue lanzada nuevamente en VHS por Warner Home Video en el año 2000. El 8 de noviembre de 2005, la versión en blanco y negro se lanzó en formato DVD en una caja de «Colección de Clásicos navideños» que incluía además las películas Forja de hombres y Christmas in Connecticut, otros dos títulos de MGM con una temática de festividades y familia; También fue lanzado como un título individual. Desde su primer lanzamiento en DVD, ha sido incluida en varios sets de cajas de colección de películas navideñas. Una versión en formato Blu-ray fue lanzada en noviembre de 2014. 